# Chartographa ludovicaria
Chartographa ludovicaria là một loài bướm đêm trong họ Geometridae.